# Prima sezóna (seriál)
Prima sezóna je televizní seriál režiséra Karla Kachyni z roku 1994, natočený podle stejnojmenné předlohy Josefa Škvoreckého.

## Obsazení
| Petr Kroutil         | Danny                 |
| Anna Geislerová      | Irena                 |
| Tatiana Vilhelmová   | Alena                 |
| Ladislav Potměšil    | pan rada, Irenin otec |
| Andrea Elsnerová     | Marie                 |
| Kateřina Hrachovcová | Bojanovská            |
| Andrea Černá         | Kristýna              |
| Lenka Vlasáková      | Dáša Sommernitzová    |
| Táňa Duchková        | Princová              |
| Tomáš Matonoha       | Pivonka               |
| Jitka Ježková        | Helena                |
| Zuzana Karpenková    | Karla-Marie           |
| Jindřich Khain       | profesor Bivoj        |
| Jakub Wehrenberg     | Fonda                 |
| Václav Chalupa       | Rosťa                 |
| Pavel Řezníček       | Vahař                 |
| Michal Pavlata       | komisař Kühl          |
| Oleg Reif            | recepční              |
| Marcela Nohýnková    | Dannyho matka         |
| Jindřich Kratochvíl  | Dannyho otec          |

## Seznam dílů
1. Zimní příhoda
2. Májová kouzelnice
3. Zamřížovaný charleston
4. Hotel pro sourozence
5. Smutné podzimní blues